# Gal Malka

Gal Malka

Gal Malka (hebräisch גַּל מַלְכָּה; * 16. April 1994 in Beʾer Tuvia, Israel) ist eine israelische Schauspielerin.

## Leben und Karriere
Von 2020 bis 2021 war Malka in der Serie HaMefaqqedet zu sehen. Sie hat auch in anderen Produktionen wie der Komödie Golda & Meʾir und der zweiten Staffel von Baʿalat haChalomot mitgewirkt.
Bekannt wurde sie durch ihre Rolle in der Serie A Body That Works. Für ihre Leistung in der Serie gewann Gal Malka gemeinsam mit ihrer Schauspielkollegin Rotem Sela den Preis für die beste Schauspielerin beim Series Mania Festival 2023 in Lille. Unter anderem war sie auch in Theaterproduktionen zu sehen, insbesondere im Theater von Haifa. Seit 2021 ist sie mit Ben Rubin verheiratet.

## Filmografie (Auswahl)
Filme
- 2024: Pink Lady

Serien
- 2021–2024: HaMefaqqedet
- 2022: Golda & Meʾir
- 2023: A Body That Works
- 2023: HaTabach
- 2025: Shlomi 6